# Nidella asperana
Nidella asperana är en skalbaggsart som beskrevs av Holzschuh 1991. Nidella asperana ingår i släktet Nidella och familjen långhorningar. Inga underarter finns listade i Catalogue of Life.